# 高嶺の花子さん
「高嶺の花子さん」（たかねのはなこさん）は、back numberの8枚目のシングル。

## 解説
- 7thシングル「青い春」から約7ヶ月ぶりのリリース。
- デビューシングル「はなびら」から全てのシングルで、同じデザイン・バンドロゴマークが使われていたが、今作から変更されている。
- また、ジャケットには初回盤・通常盤ともに清水依与吏が写っている。ジャケットにメンバーが写るのは今回が初。
- シングルでは、今作が初めての2形態での発売。
- 初回盤は、「高嶺の花子さん」のMV、オフショット、レコーディング模様を収録したDVD付。
- 2019年、麒麟麦酒「淡麗グリーンラベル」のCM「GREEN JUKEBOX 夏篇」に清水が出演し、弾き語りを披露している。[8]
- 2022年に初出場した「第73回NHK紅白歌合戦」で「アイラブユー」に続いて披露された。
- 2020年7月29日にYouTubeに投稿されたフルMusic Videoが2023年11月18日に1億回再生を突破した。
- 2024年7月17日にBillboard JAPANチャートにおけるストリーミングの累計再生回数5億回を突破した[9]。

## 収録曲
- 全作詞作曲：清水依与吏、編曲：back number（特記除く）
- 4thアルバム『ラブストーリー』収録(#1,3)

1. 高嶺の花子さん（編曲：back number & 蔦谷好位置、ストリングスアレンジ：蔦谷好位置）
  - プロデューサーは蔦谷好位置。
  - PVには小谷実由が出演。
  - PVの撮影は台湾・台北市の双連市集（中国語: 双連市集）で行われた。
2. バースデー
3. 君がドアを閉めた後
4. 高嶺の花子さん (instrumental)
5. バースデー (instrumental)
6. 君がドアを閉めた後 (instrumental)